# Gentiana exigua
Gentiana exigua är en gentianaväxtart som beskrevs av H. Smith. Gentiana exigua ingår i släktet gentianor, och familjen gentianaväxter. Inga underarter finns listade i Catalogue of Life.